# Championnats du monde de tir à l'arc 1979
Navigation
Édition précédente Édition suivante
Les championnats du monde de tir à l'arc 1979 sont une compétition sportive de tir à l'arc organisée du 14 au 22 juillet 1979 à Berlin, en Allemagne. Il s'agit de la 30e édition des championnats du monde de tir à l'arc.

## Médaillés

### Classique
| Épreuve            | Or                                                     | Argent                                                          | Bronze                                                     |
| ------------------ | ------------------------------------------------------ | --------------------------------------------------------------- | ---------------------------------------------------------- |
| Individuel hommes  | Darrell Pace (USA)                                     | Richard McKinney (USA)                                          | Rodney Baston (USA)                                        |
| Individuel femmes  | Kim Jin-ho (KOR)                                       | Judi Adams (USA)                                                | Carole Mary Toy (AUS)                                      |
| Par équipes hommes | États-Unis Darrell Pace Richard McKinney Rodney Baston | Allemagne de l'Ouest Harry Wittig Armin Garnreiter Willi Muller | Belgique Patrick De Koning Marnix Vervinck Emiel Vercaigne |
| Par équipes femmes | Corée du Sud Park Young-sook Kim Jin-ho Hwang Sook-zoo | Australie Carole Mary Toy Terry Eva Donovan Leah Margaret Feldt | Grande-Bretagne Sue Willcox Rachel Fenwick Joyce Asher     |